# Casaleia inversa
Casaleia inversa är en myrart som först beskrevs av Gennady M. Dlussky 1981.  Casaleia inversa ingår i släktet Casaleia och familjen myror. Inga underarter finns listade.